# 100 карбованців «Ігри XXII Олімпіади в Москві (Алегорія «Спорт і світ»)»
«Ігри XXII Олімпіади в Москві (Алегорія «Спорт і світ»)» (рос. Игры XXII Олимпиады в Москве (Алегория «Спорт и мир»)) — золота ювілейна монета СРСР вартістю 100 карбованців, випущена 1 січня 1977 року. Монета присвячена XXII Літнім Олімпійським іграм у Москві, які відбулися з 19 липня по 3 серпня 1980 року — це були перші в історії Олімпійські ігри на території Східної Європи, а також перші Олімпійські ігри, проведені в соціалістичній країні. Частина змагань Олімпіади-1980 проводилася в інших містах Радянського Союзу, а саме: вітрильні регати стартували в Талліні; попередні ігри і чвертьфінали футбольного турніру відбулися в Києві, Ленінграді та Мінську; змагання з кульової стрільби пройшли на стрільбищі «Динамо» в підмосковних Митищах. Ігри відомі тим, що понад 50 країн бойкотували Олімпіаду в зв'язку з введенням в 1979 році радянських військ в Афганістан. Деякі спортсмени з країн, що бойкотували Ігри, все ж приїхали в Москву і виступали під олімпійським прапором. Цей бойкот став однією з основних причин відповідного бойкоту Радянським Союзом та низкою його союзників наступних літніх Олімпійських ігор в Лос-Анджелесі в 1984 році.

## Тематика
На монеті зображено емблему XXII Олімпіади у Москві. Конкурс зі створення емблеми майбутньої Олімпіади в Москві було оголошено ще в 1975 році. Понад 8 тисяч авторів взяли в ньому участь, оргкомітет отримав більше 26 тисяч ескізів. Розробити макет емблеми намагалися люди різних професій, фахівці змагалися між собою в тому, як би представити символ Олімпіади «більш художньо». Багато робіт надходило з-за кордону: Індія, Канада, Польща, НДР, Малі, Куба, Угорщина та Чехословаччина.
У підсумку перемогу в конкурсі здобув студент Строганівського училища В. Арсентьєв, що запропонував дуже просте, але цікаве рішення. Його емблема представляла собою шість бігових доріжок, що утворюють символічну московську висотку, увінчану п'ятикутною зіркою. Цей ескіз був чудовим ще й тому, що якнайкраще відповідав архітектурному вигляду Москви того періоду.

## Історія
Починаючи з 1977 року, в СРСР проводилося карбування ювілейних і пам'ятних золотих монет, присвячених різним подіям. Ці монети в обіг не надходили і йшли в основному на експорт. Ювілейні та пам'ятні монети приймалися в будь-якому магазині за номінальною вартістю.
У 1977–1980 роках на честь Олімпіади-80, що проходила в Москві, були викарбувані перші монети з дорогоцінних металів. В обіг була випущена серія з 39 пам'ятних монет зі срібла, золота і платини, які користувалися на міжнародному нумізматичному ринку заслуженою популярністю. Випуск цих монет привернув увагу широкого кола нумізматів у всьому світі. Монети зі срібла (28 монет) номіналом 5 і 10 карбованців були об'єднані в шість серій: «Географічна серія», «Швидше», «Вище», «Сильніше», «Спорт і грація», «Народні види спорту». На монетах із золота номіналом 100 карбованців (6 монет) зображені різні спортивні споруди, види спорта і пам'ятки міст СРСР у яких видбулися ігри. Вперше в практиці випуску пам'ятних олімпійських монет в СРСР на честь Ігор XXII Олімпіади в Москві було випущено 5 пам'ятних монет з платини номіналом 150 карбованців. Олімпійська серія мала великі для монет з дорогоцінних металів тиражі (від 40 тисяч штук платинових монет до 450 тисяч срібних).
Монети карбувалися на Московському (ММД) і Ленінградському (ЛМД) монетних дворах.

## Опис та характеристики монети
| Номінал крб. | Метал  | Проба | Маса (гр) | Діаметр (мм) | Товщина (мм) | Гурт                    | Тираж штук                 |
| ------------ | ------ | ----- | --------- | ------------ | ------------ | ----------------------- | -------------------------- |
| 100          | золото | 900   | 17.45     | 30           | 1.8          | рубчастий (240 рифлень) | 81,752 (анц) 38,036 (пруф) |

### Аверс
Зверху герб СРСР з 15 витками стрічки, ліворуч від нього літери «СС», праворуч «СР», нижче подвійна риса, під нею позначення номіналу монети цифра «100» і нижче слово «РУБЛЕЙ».

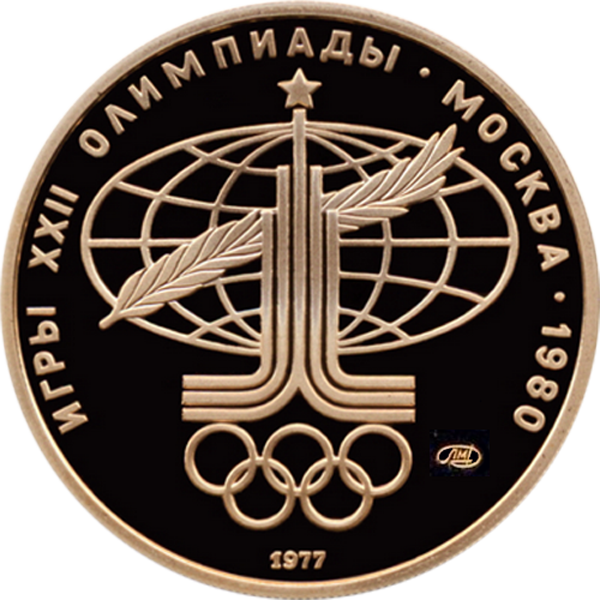
Реверс з монограмою Ленінградського монетного двору «ЛМД»

### Реверс
Зліва і зверху уздовж канта слова «ИГРЫ XXII ОЛИМПИАДЫ», праворуч розділені крапкою слово «МОСКВА» і рік проведення XXII Олімпіади «1980», в середині емблема XXII Олімпійських ігор і за нею алегорія спорту та світу у вигляді земної кулі і лаврової гілки, що лежить перед ним, нижче праворуч монограма монетного двору «ММД» («ЛМД»), знизу у канта рік випуску монети «1977».

### Гурт
Рубчастий (240 рифлень).

## Автори
- Художник: В. А. Єрмаков
- Скульптор: С. М. Іванов